# B-Daman Crossfire
B-Daman Crossfire (クロスファイトビーダマン, Kurosu Faito Bīdaman, "Cross Fight B-Daman") é o primeiro anime da franquia Cross Fight de B-Daman e a sétima temporada de B-Daman. No Japão estreou dia 2 de outubro de 2011, e encerrou suas transmissões com o episódio, Conclusion! Cross Fight's New Era que foi ao ar dia 30 de setembro de 2012. Em Portugal o anime estreou pelo Biggs dia 1 de outubro de 2013 dobrado em português distribuído e licenciado pela LUK Internacional  e no Brasil estreou dia 25 de janeiro de 2015 na Netflix.   
A série estreou na Rede Bandeirantes no dia 5 de Novembro de 2018, dentro do bloco Verão Animado (que com o fim do Horário de Verão em Abril, mudou de nome para Mundo Animado).

## Enredo
B-Daman Crossfire é sobre a história de Riki Ryugasaki, um garoto que descobre um jogo chamado B-Daman. Um dia, ele encontra um B-Daman que se chama, Thunder Dracyan. Thunder Dracyan é habitado por um B-Animal, onde as bestas místicas estão presas na forma de uma figura B-Daman.
Riki logo descobre que Dracyan, é um B-Animal que faz parte dos Dragões Lendários, especificamente o "Dragão Azul". Seu amigo e rival, Samuru Shigami também tem um desses Dragões, o "Dragão Branco" em seu Raio Dravise. Juntos, eles descobrem um mistério e lendas sobre esses Dragões e outros planos por certos indivíduos que buscam a hegemonia através deles.
Como resultado, Riki e Samuru participarão mais ainda do Cross Fight, aprendendo vários novos tipos de jogos, mecânica e tal tempo como eles planejam para frustrar qualquer B-Tacada que desejam dominar o mundo. Ao mesmo tempo, eles se encontram com amigos e inimigos no que culmina em B-Daman Crossfire.

## Elenco

### Versão original japonesa
- Kentarou Itou como Dracyan
- Momoko Ohara como Kakeru Ryūgasaki
- Akio Suyama como Gōichirō Tsukiwa
- Chihiro Suzuki como Naoya Homura
- Hiroshi Okamoto como Yukihide Washimura
- Hitoshi Yanai como Reiji Maki
- Kazuyuki Okitsu como Laigo Ogra
- Mai Aizawa como Shumon Katsumiya
- Makoto Higo como Akira Saiga
- Megumi Takamoto como Natsumi Inaba
- Meguru Takahashi como Kaito Samejima
- Ryota Takeuchi como Dravise
- Sachi Kokuryu como Subaru Shirogane
- Yuki Kaida como Daiki Watari
- Yuko Sanpei como Ryuuji Sumeragi
- Ai Shimizu como Ruri Tenpouin
- Haruhi Terada como a Mãe de Kakeru
- Nobuaki Kanemitsu como Play-by-play o Locutor e Roll Sasword
- Sayuri Hara como Beeder B
- Shinnosuke Tachibana como Basara Kurobuchi
- Tomohiro Tsuboi como o Apresentador
- Yoshinori Sonobe como Arano
- Yūichi Iguchi como Asuka Kamiogi
- Yuka Keichō como Yamashiro
- Yuudai Satou como Aruba
- Yuzuru Fujimoto como Saneatsu Tenpouin

### Versão brasileira
- Marco Antônio Abreu como Dracyan
- Daniel Figueira como Riki Ryugasaki
- Bruno Marçal como Samuru Shigami
- Kandy Ricci como Sumie
- Agatha Paulita como Rory Takakura
- Affonso Amajones como Drazeros
- Gabriel Noya como Asuka Kamiogi
- Letícia Celini como Sumeragi Rudy
- Mauro Castro como Dragold
- Francisco Freitas como Simon Sumiya

- Direção: Gilmara Sanches
- Estúdio: Lexx Comunicações
- Distribuidora: Televix Entertainment

### Versão portuguesa
- Distribuidora: LUK Internacional